# José Emílio-Nelson
 José Emílio-Nelson (Espinho, 17 de maio de 1948) é um poeta, crítico e editor português.

## Obras
- 1979 - Polifonia
- 1980 - Penis, Penis
- 1981 - Absorção da Luz
- 1982 - Noite Poeira Negra
- 1983 - Polifemo e Outros Poemas (Colectânea 1979-1982)
- 1984 - Extrema Paixão (Capa de João Botelho. Com desenho e serigrafia de Ângelo de Sousa)
- 1985 - Nu Inclinado
- 1988 - Queda do Homem
- 1990 - Vida Quotidiana seguido de A Palidez do Pensamento,1990.Reed.aum.:Vida Quotidiana e Arte Menor,1993;A Palidez do Pensamento,1993. (Design gráfico de António Barros - Desenhos de Manuela Castro de Sá)
- 1991 -Poesia Vária,1991. Reed.aum.: Sodoma Sacrílega e Poesia Vária,1995
- 1992 - Claro-Escuro ou a Nefasta Aurora
- 1994 - A Cicatriz do Tempo
- 1995 - A Visão do Antigo
- 1996 - Mosaico (Colectânea 1992-1996) (Desenhos de Manuela Castro de Sá)
- 1999 - O Anjo Relicário
- 2002 - Humoresca
- 2004 - A Alegria do Mal (Obra Poética I 1979-2004) (Introdução de Luís Adriano Carlos)
- 2004 - Bufão (in A Alegria do Mal)
- 2004 - A Coroa de Espinhos (in A Alegria do Mal Obra Poética  I 1979-2004)
- 2006 - Pickelporno (Reed. aum. do díptico: A Festa do Asno, 2005 e Gag Gad, 2005 )
- 2006 - Geometrias Galantes (in Comum Presença: poemas de JE-N e pinturas de AQF)
- 2007 - Bibliotheca Scatologica
- 2010 - Ameaçado Vivendo (Obra Poética II 2005-2009) (Capa, e concepção gráfica de António Quadros Ferreira)
- 2010 - A Coroa de Espinhos segundo (in Ameaçado Vivendo)
- 2013 - Pesa Um Boi Na Minha Língua (Capa e Desenhos de António Quadros Ferreira)
- 2014 - Bacchanalia seguido de Como Falsa Porta
- 2016 - Beleza Tocada (Obra Poética 1979-2015);  (Capa e concepção gráfica de Luiz Pires dos Reys)
- 2018 - Caridade Romana  (Capa e Desenhos de António Gonçalves)
- 2019 - O Amor Repugnante (Editado anteriormente em publicação dispersa in BELEZA TOCADA Obra Poética 1979-2015 )
- 2020 - Sonetos Glaucos (Editado anteriormente em publicação dispersa in BELEZA TOCADA  Obra Poética 1979-2015. Grafismo de Miguel de Carvalho; foto da capa de José Emílio-Nelson)
- 2020 - Putrefacção e Fósforo — Coração Cru  (Díptico com Capa e Desenhos de Bárbara Fonte)
- 2020 - Com aparo de ouro (Editado anteriormente em publicação dispersa in BELEZA TOCADA Obra Poética 1979-2015. Capa e Desenhos de Sebastião Peixoto)
- 2022- Fábulas Sob Chave Gasta (C/ Collages de Miguel de Carvalho)
- 2022 - Sonetos de Veste Pluma (Edição bilingue: Tradução para o espanhol  e Posfácio [intitulado: Sonetos Feros) de Pedro Serra - Desenhos de Pedro Proença)
- 2023 - Então Assim Falo (C/ Escrito de João Albuquerque  e Desenhos de  Sebastião Resende)
- 2024 - Antão ou a prótese de Nazareno (C/ Escrito de António Cabrita e Capa e Desenhos de António Gonçalves)
- 2024- Rosa Canina (C/ Escrito de Maria Estela Guedes e Desenhos digitais de Emerenciano) [Inclui  A Abelha E As Aranhas de Swift , ed. Mymosa, em 2022]
- Bibliografia Passiva:
- FISIOLOGIA DO GOSTO LITERÁRIO - Introdução a A ALEGRIA DO MAL Obra Poética 1979-2004 por Luís Adriano Carlos  [Ed. Quasi], 2004
- EM TEMPO/EXTREMO POEMA (JOSÉ EMÍLIO-NELSON) - Mauricio Salles Vasconcelos. [Coleção Universitas —Edições Esgotadas], 2022
- MÍSERO CANTO: JOSÉ EMÍLIO-NELSON - Pedro Serra, [A VOZ NA LITERATURA Colóquio Letras nº209], 2022
- A ESTÉTICA DAS HERESIAS DE JOSÉ EMÍLIO-NELSON — Daniel de Oliveira Gomes [Muitas Vozes, Ponta Grossa, v.7, p. 637-654] 2018
- JOSÉ EMÍLIO-NELSON: ESTÉTICA DOS POLVOS AZUIS — Ana Maria Haddad Baptista.[Coleção Universitas — Edições Esgotadas] 2024
- CORPUS CORPUS — JOSÉ EMÍLIO-NELSON & HERBERTO HELDER — Maria Estela Guedes. [Coleção XII — Edições Esgotadas] 2024